# Sandra Vilanova Tous

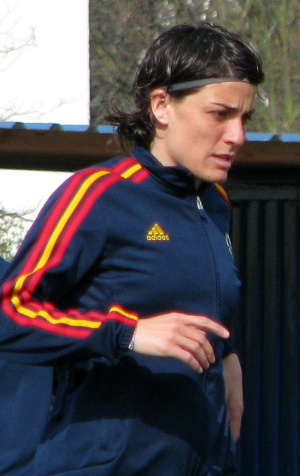
Sandra Vilanova Tous im Jahr 2012

Sandra Vilanova Tous (* 1. Januar 1981 in Barcelona) ist eine spanische Fußballspielerin. Die Mittelfeldspielerin nahm mit der A-FNationalmannschaft an der Europameisterschaft 2013 teil.

## Sportlicher Werdegang
Vilanova spielte in der Jugend bei UD Castellar, 1997 wechselte sie zu Platges Calvià. 2001 schloss sie sich dem amtierenden Meister UD Levante an, mit dem sie in den folgenden acht Jahren zweimal die Meisterschaft und viermal die Copa de la Reina gewann. 2009 wechselte sie für eine Spielzeit nach Madrid zu Rayo Vallecano und gewann erneut den Meistertitel. Es folgte je eine Spielzeit bei Espanyol Barcelona, wo sie den fünften Pokalsieg ihrer Laufbahn feierte, und bei Atlético Madrid, ehe sie ab 2012 längerfristig bei Espanyol anheuerte. 
Bereits 2003 hatte Vilanova unter Nationaltrainer Ignacio Quereda in der Nationalmannschaftsdebüt debütiert und war zeitweise Mannschaftskapitänin. Mit der Auswahlmannschaft qualifizierte sie sich für die EM-Endrunde 2013 und gehörte zum Kader der Auswahlmannschaft beim Endrundenturnier, hatte aber zwischenzeitlich ihren Stammplatz im Mittelfeld an Nagore Calderón beziehungsweise Vicky Losada verloren. Beim Ausscheiden der Mannschaft im Viertelfinale gegen Norwegen hatte sie ihren einzigen Endrundeneinsatz, konnte das Ausscheiden aber nicht verhindern.
| Personendaten    | Personendaten              |
| ---------------- | -------------------------- |
| NAME             | Vilanova Tous, Sandra      |
| ALTERNATIVNAMEN  | Vilanova, Sandra           |
| KURZBESCHREIBUNG | spanische Fußballspielerin |
| GEBURTSDATUM     | 1. Januar 1981             |
| GEBURTSORT       | Barcelona                  |